# أوسكار مولر (سياسي)
أوسكار مولر (بالألمانية: Oskar Müller)‏ هو سياسي ألماني، ولد في 25 يونيو 1896 في بولندا، وتوفي في 14 يناير 1970 في ألمانيا. حزبياً، نشط في الحزب الشيوعي في ألمانيا. انتخب عضو مجلس الشورى الموحد بروسيا وانتخب عضو البرلمان هسه وانتخب عضو في البوندستاغ الألماني خلال فترته النيابية ‏ (7 سبتمبر 1949 – 7 سبتمبر 1953).

## روابط خارجية
- أوسكار مولر على موقع مونزينجر (الألمانية)